# Newell Toll Bridge
Die Newell Toll Bridge ist eine zweispurige Straßenbrücke über den Ohio River zwischen East Liverpool in Ohio und Newell in West Virginia. Die mautpflichtige Hängebrücke befindet sich im Besitz der Homer Laughlin China Company (HLC), dem einst größten Keramikhersteller für Essgeschirr in den USA. Mit der Brücke wurden 1905 die Werke in East Liverpool mit den auf der gegenüberliegenden Seite des Ohio neu entstandenen Produktionsstätten in Newell verbunden. Mit dem Ausbau der Keramikfertigung in Newell stellte man die Produktion in East Liverpool in den 1920er Jahren größtenteils ein. Die Brücke blieb aber eine wichtige Verbindung der beiden Städte und führte bis 1938 auch eine Straßenbahnlinie über den Fluss. Sie verbindet heute die West Virginia Route 2 mit den Ohio State Routes 7, 11 und 39, wobei in East Liverpool auch Anschluss an den U.S. Highway 30 besteht. Das Verkehrsaufkommen lag 2005 bei 2000 Fahrzeugen täglich, die Benutzung ist aber für Fahrzeuge bis 10 Tonnen beschränkt.

## Beschreibung
Edwin Kirtland Morse aus Pittsburgh entwarf für die 485 Meter lange stählerne Hängebrücke einen 7 Meter breiten Fachwerk-Versteifungsträger, der die zweispurige Fahrbahn führt und von Stahlkabeln getragen wird. Diese werden wiederum über zwei 46 Meter hohe H-Pylone geführt und sind in den Widerlagern verankert. Die Spannweite zwischen den Pylonen beträgt 226 Meter, die Fahrbahn befindet sich in einer Höhe von etwa 27 Metern über dem Fluss. Die Herstellung der Stahlelemente und die Errichtung des Überbaus, zwischen Juni 1904 und Juli 1905, erfolgte durch die American Bridge Company. Die ursprüngliche Fahrbahn aus Holzplanken wurde 1923 erneuert und 1954 schließlich durch Gitterroste ersetzt.
Flussaufwärts folgt die Jennings Randolph Bridge des U.S. Highway 30, die ab 1977 eine Hängebrücke ähnlicher Bauweise aus dem Jahre 1897 ersetzte. Die alte Chester Bridge zwischen East Liverpool und Chester in West Virginia wurde 1970 abgerissen, was damals bis zur Fertigstellung der neuen Brücke das Verkehrsaufkommen über die Newell Toll Bridge beträchtlich erhöhte.